# Titularbistum Cos
Cos ist ein Titularbistum der römisch-katholischen Kirche.
Es geht zurück auf ein untergegangenes Bistum der griechischen Insel Kos in der Kirchenprovinz Rodi (Rhodos).
| Titularbischöfe von Cos |                                  |                                               |               |                |
| Nr.                     | Name                             | Amt                                           | von           | bis            |
| 1                       | Nicolas Martinus Schneiders CICM | Apostolischer Vikar von Makassar (Indonesien) | 10. Juni 1948 | 3. Januar 1961 |
| 2                       | Paul Heinrich Nordhues           | Weihbischof in Paderborn (Deutschland)        | 5. Juni 1961  | 30. Juni 2004  |